# Due mogli sono troppe
Due mogli sono troppe è un film del 1950 diretto da Mario Camerini.

## Trama

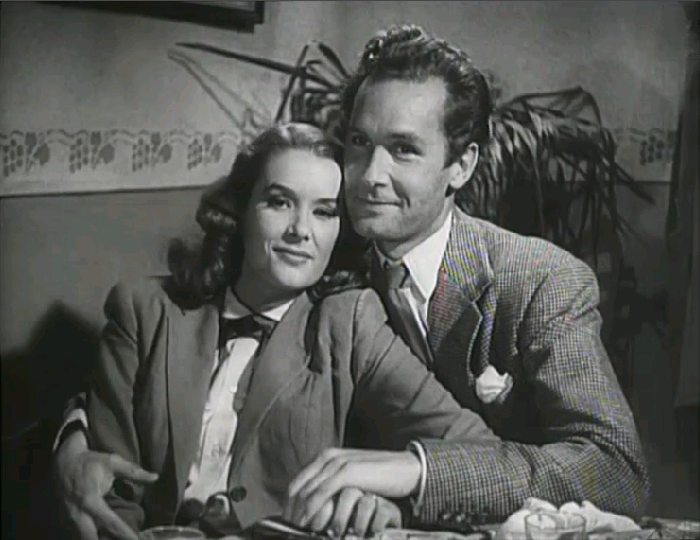
Sally Ann Howes e Griffith Jones in una scena del film

Dopo la seconda guerra mondiale, l'inglese David Fry, che ha partecipato alla campagna d'Italia come sergente, decide di tornare a visitare Venezia e Roma in luna di miele con la giovane sposa Catherine. Dopo un viaggio disagiato, la coppia non raggiunge Venezia: giunti a Roma, salgono per errore sul treno diretto a Cassino. David racconta frequentemente l'episodio di cui era stato protagonista tempo addietro: durante la guerra, il sergente arrivò casualmente nel paese di Poppi del Sangro, e per una serie di circostanze fortuite vi entrò per primo e da solo, venendo accolto trionfalmente come l'eroe liberatore. Tornato ora a Poppi, David viene salutato festosamente dalla famiglia Maggini, che lo aveva ospitato. Ma quando l'ex-sergente presenta loro la sua giovane sposa, i Maggini cadono dalle nuvole: essi infatti sostengono che alla fine del conflitto David ha sposato la loro figlia Rosina, dalla quale ha avuto un figlio. L'inglese è disorientato, Catherine si sente tradita e scappa. Finalmente l'equivoco si spiega: durante la guerra Rosina aveva avuto una relazione con Rocco, un compaesano, in seguito portato via dai tedeschi: la ragazza ha inventato il matrimonio con il sergente per giustificare la nascita di un bimbo. Ma in quel momento Rocco ritorna: tutto si accomoda e i due giovani si sposano.

## Curiosità
- Il film è stato girato quasi interamente a Colli a Volturno, in provincia di Isernia nel Molise anche se nella finzione il paese viene chiamato Poppi del Sangro.[1]